# Rats and Rolls
Albums de Nino Ferrer
Agata
(1969) Métronomie
(1972)
Rats and Rolls  est un album de Nino Ferrer, enregistré en public au Teatro Sistina de Rome le 5 octobre 1970 et paru en Italie la même année. Il est réédité en  2004 à l'occasion de la sortie de la compilation L'Intégrale.

## Historique
Installé en Italie depuis 1967, Nino Ferrer y  rencontre l'organiste Giorgio Giombolini et d'autres musiciens italiens avec lesquels il s'associe pour jouer un répertoire orienté Rock progressif très différent de la variété rythmée de type Rhythm and blues qu'il pratiquait jusqu'alors. Rats and Rolls est un témoignage de cette ouverture musicale de l'artiste. Captant un concert donné dans le cadre d'une courte tournée réalisée en 1970, le disque propose en face A des morceaux originaux, influencés par le rock progressif et psychédélique en vogue en Italie. La face B regroupe des morceaux antérieurs de Nino Ferrer, pour la plupart interprétés en Italien, ainsi qu'une reprise du standard Ol'Man River.
La filiale italienne de la maison de disque de Nino Ferrer ne croyant pas au succès d'un tel album, qui marque une rupture musicale dans la carrière de l'artiste, il n'est édité qu'à 1 000 exemplaires, et ne bénéficie d'aucune promotion. Le titre Povero Cristo, qui critique l'Église catholique italienne,  est interdit de diffusion à la demande du Vatican.  
L'année suivante, Nino Ferrer, frustré par certains aspects de son séjour en Italie, son pays d'origine qu'il connaissait assez mal, revient en France.  Il souhaite assigner en justice sa maison de disque, en raison du traitement qui a été réservé à Rats and Rolls. Pour calmer le jeu, Barclay lui propose d'en enregistrer une version française. Nino Ferrer  se lance alors dans la réalisation de son premier véritable album studio, Métronomie. Sorti début 1972, il est essentiellement composé de morceaux issus de Rats and Rolls, réinterprétés et auxquels Nino Ferrer substitue des paroles françaises, sans rapport avec les paroles italiennes originales : Povero Cristo devient ainsi La Maison près de la fontaine.
La version vinyle de Rats and Rolls est aujourd'hui un véritable objet de collection, certains exemplaires étant signés par Nino Ferrer.

## Chansons
Tous les titres sont de Nino Ferrer, sauf mention contraire.
| 1. | Reminiscenza (Ferrer, Giorgio Giombolini, Santino Rocchetti) | 6:37 |
| 2. | Fratelli e cosi' sia                                         | 4:58 |
| 3. | Play boy scout                                               | 2:52 |
| 4. | Canapa indiana (Ferrer, Daniel Beretta)                      | 2:55 |
| 5. | Povero Cristo                                                | 2:16 |

| 1. | O mangi questa minestra o salti dalla finestra (adaptation de La Bande à Ferrer) | 2:20 |
| 2. | Meglio l'amore che guerra                                                        | 4:36 |
| 3. | Pour oublier qu'on s'est aimés (troisième version)                               | 2:44 |
| 4. | La pelle nera (adaptation de Je veux être noir)                                  | 3:43 |
| 5. | Ol' Man River (Jerome Kern, Oscar Hammerstein II)                                | 5:33 |

## Personnel
- Nino Ferrer : chant, direction et réalisation artistique
- Giorgio Giombolini : orgue
- Santino Rocchetti : guitare
- Tassilo Burckard : batterie
- Albino Cimini : basse